# هامور مطوق
الهامور المطوق أو الهامور الأصفر (باللاتينية: Epinephelus awoara) هو نوع من الأسماك ينتمي لفصيلة القرفصية. وتتواجد في الصين، وفي المناطق المتنازع عليها، هونغ كونغ، كوريا الشمالية، كوريا الجنوبية، ميكاو، الفلبين، تايوان، الفيتنام. تعد البحار المفتوحة الضحلة والشعاب المرجانية مواطنها الطبيعية. وهي تتغذى على الروبيان، وعلى أسماك آخرى. وهي مهددة بفقدان مواطنها، والتلوث، والطلب الهائل على الطعام الذي يتسبب بالصيد الجائر.